# 黑脚
黑脚（法語：Pied-Noir，法語發音：[pje nwaʁ]）是指生活在法属阿尔及利亚的法国或欧洲公民，亦可指1956年前生活在法属突尼斯和摩洛哥的法国公民。特别地，黑脚指出生在阿尔及利亚的欧洲定居者后裔，比如法国、西班牙、意大利和马耳他。自1830年6月18日法国入侵到1962年阿尔及利亚独立战争结束，阿尔及利亚一直处于法国统治下。在这段时间里，黑脚被直接称为阿尔及利亚人，而阿尔及利亚的穆斯林被称为穆斯林或原住民。根据1960年6月1日人口统计，阿尔及利亚共有1,050,000非穆斯林公民，其中包括130,000阿尔及利亚犹太人，占总人口的10%。
黑脚一词经常在阿尔及利亚战争中提及。他们反对阿尔及利亚民族主义团体，包括民族解放阵线和阿尔及利亚国民运动。黑脚和阿尔及利亚穆斯林之间的分歧根植于两者在经济和政治上的不平等，以及阿拉伯人、柏柏尔人和其它穆斯林团体对自身领导人的需求。两者的冲突导致了法兰西第四共和国的覆灭，以及大量黑脚移民法国。
至1962年阿尔及利亚独立，共有800,000黑脚移民法国本土，200,000选择留在阿尔及利亚。至1960年代，阿尔及利亚尚有50,000黑脚。返回法国的黑脚往往遭受左翼的排斥，一方面认为他们支持了对阿尔及利亚穆斯林的剥削，另一方面指责他们引起了阿尔及利亚战争。这些政治动乱导致了法兰西第四共和国的覆灭。在主流文化中，由于向往阿尔及利亚，黑脚也往往被认为和法国文化有距离。

## 词源
黑脚一词的起源无法确定。根据牛津英语词典，黑脚指"a person of European origin living in Algeria during the period of French rule, especially a French person expatriated after Algeria was granted independence in 1962."根据罗伯特词典，黑脚在1901年指光脚在烧煤室工作的水手，他们的脚经常被煤烟弄脏。在地中海地区，这些水手通常是阿尔及利亚原住民，所以黑脚是对阿尔及利亚人的蔑称。但是从1955年开始，黑脚指阿尔及利亚出生的法国人。所以黑脚作为一个贬称起源于法国本土。另有研究指出黑脚来源于法国士兵的黑色靴子，与光脚的阿尔及利亚人形成对比。其它理论认为黑脚来源于新移民工作在沼泽地或者酿酒厂，这种工作很容易弄脏衣服。

## 历史

### 法国人征服阿尔及利亚

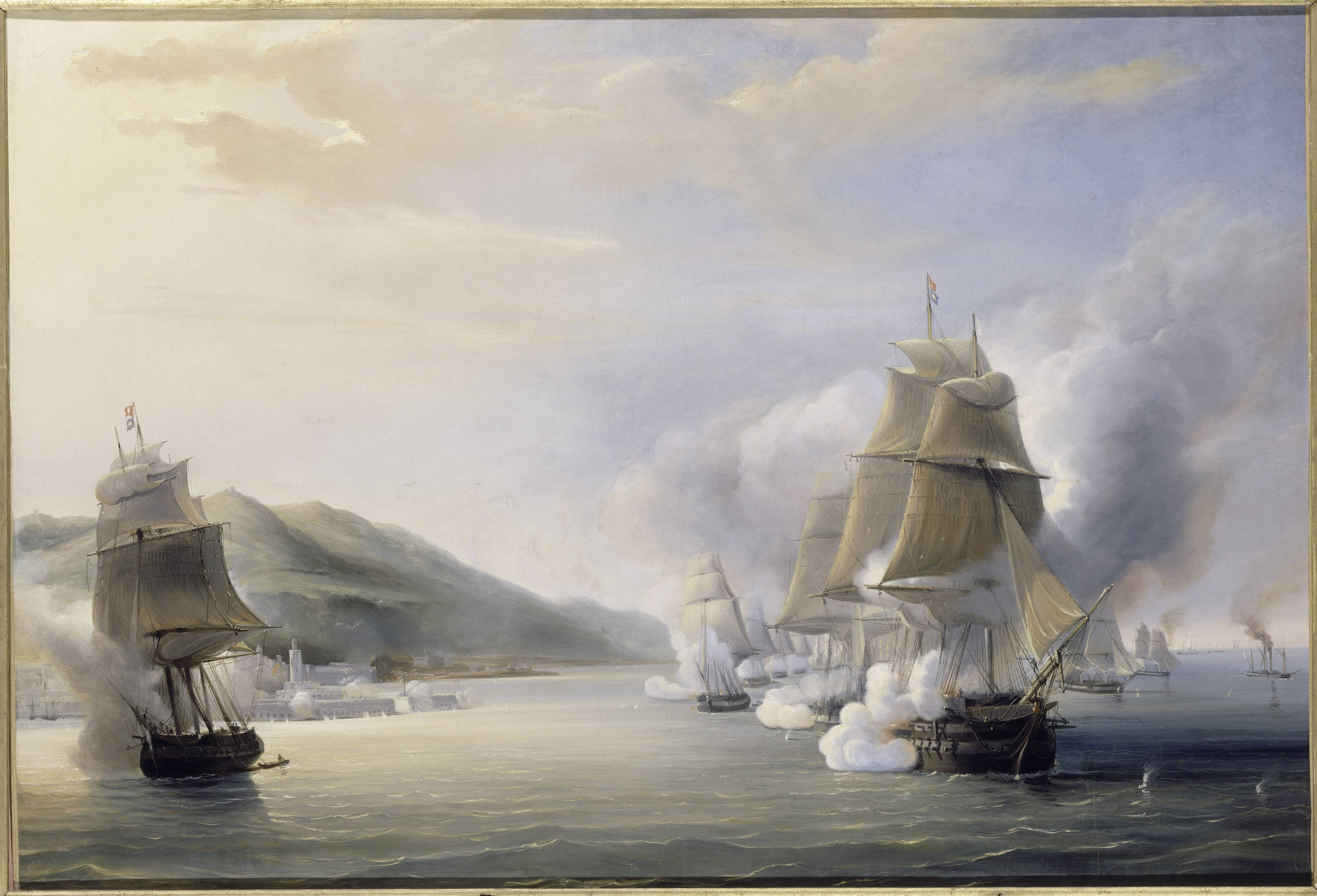
1830年法國炮轟阿爾及利亞

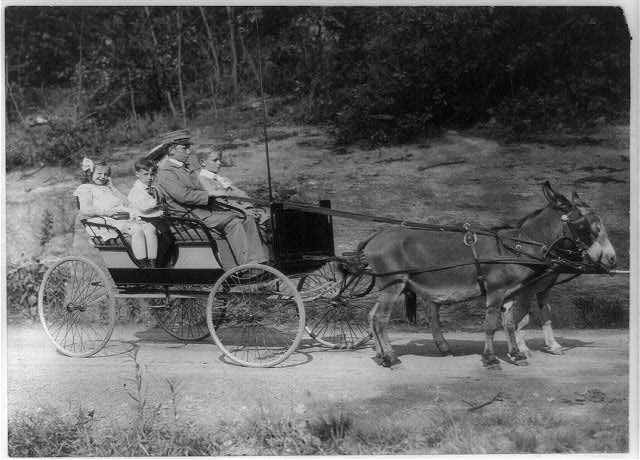
四個小孩在驢車上，拍攝於1905年左右。最早的黑腳是駐非法軍的後裔。

1830年，法國以一個外交事件為戰爭理由，入侵併佔領阿爾及利亞海岸地區，總督侯賽因（Hussein）被流放，
19世紀30年代期間法國僅控制了阿爾及利亞的北部。
1839年，埃米爾阿卜杜卡迪爾開始展開與法國長達七年的抵抗（聖戰）。法國後來與阿卜杜卡迪爾簽署了兩份和平協議，但是由於法國軍隊與議會之間的溝通問題，因此協議亦隨之失效。協議流產後，阿卜杜卡迪爾將法國人驅趕至海岸線附近。作為回應，法國人則派出10萬人的部隊進攻阿爾及利亞，迫使阿卜杜卡迪爾於1847年投降。
1848年，阿爾及利亞被正式納入法國。

### 黑脚与法国本土和穆斯林的关系
在阿爾及利亞，穆斯林并不被當作是法國人，亦不享有和法國人同等的政治或經濟利益。經濟上，雖然在獨立時候本地人人數為九百萬，遠遠大於僅有一百萬人的黑腳，但是全國大部分的公司、農場和住房都不屬本地人所有。而在政治上，阿爾及利亞穆斯林1945年前在法國國民議會上並無席位，對當地政府的影響力亦相當有限。如果想獲得法國公民權，當地人就必須放棄自己的穆斯林身份。由於會構成叛教罪，因此直至1930年，僅有3000名當地穆斯林獲得了法國公民權。

### 黑腳在阿爾及利亞人口比例中的地位

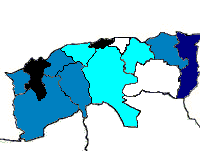
1954年各地區的非穆斯林佔人口比例。白：少於2%；淺藍：2-5%；藍：5-10%；深藍：10-30%；黑：多於30%

從19世紀下半葉開始直至獨立時，黑腳在當地的人口比例大概為10%。雖然他們只是數量上的少數民族，但卻是當地最主要的政治經濟力量。
1959年，黑腳的人口數量為 1,025,000人，占當地人口比例的10.4%。1926年，黑腳的人口比例達到其歷史上的巔峰15.2%，之後就開始下滑。但是阿爾及利亞的部分區域依舊有大量的黑腳人口聚集，例如安納巴，阿爾及爾，以及從西迪貝勒阿巴斯一直到瓦赫蘭的廣大區域。瓦赫蘭自17世紀就開始處於歐洲人統治之下，1959年該地49.3%的人口為歐洲人和猶太人，隨後為安納巴（40.5%）和阿爾及爾（35.7%）。瓦赫蘭省在當時是一個相當富饒的農業地帶，佔地16,520平方公里，從瓦赫蘭一直延伸到西迪貝勒阿巴斯，是全阿爾及利亞非城市地帶中，黑腳人口比例最高的地方（1959年數據為33.6%）。
| 年份 | 阿爾及利亞人口 | 黑腳人口  |
| ---- | -------------- | --------- |
| 1830 | 1,500,000      | 14,000    |
| 1851 | 2,554,100      | 100,000   |
| 1960 | 10,853,000     | 1,111,000 |
| 1965 | 11,923,000     | 100,000   |

### 塞法迪犹太人社群

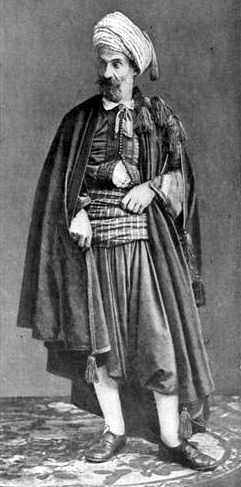
19世紀晚期至20世紀早期的阿爾及利亞猶太人。

猶太人在北非和伊比利亞半島定居了數世紀之久。遠在腓尼基人和希伯來人開展地中海貿易的時期開始，他們就活躍於該地，建立了提帕薩、歇爾謝爾以及阿爾及爾等沿海城市。根據口頭記載，猶太人在羅馬猶太戰爭（西元66-73年）後就從猶大遷至此地，而在西班牙收復失地運動之後更有大量的塞法迪猶太人為逃避宗教迫害而離開伊比利亞半島來到當地。1870年，時任法務部長阿道夫·克雷米厄簽署了克雷米厄法令，授予猶太人法國公民權。因此，阿爾及利亞猶太人也被視為黑腳。不過此舉其實亦為當時一些較大的黑腳社區所反對，1897年阿爾及利亞因而爆發了反猶太暴動。而第二次世界大戰期間，克雷米厄法令被維希法國廢除，猶太人在1940年-1943年甚至有職業限制。1943年猶太人的法國公民權得以恢復。1962年，很多猶太人在阿爾及利亞獨立戰爭之後，亦和其他黑腳社群一樣，移居至法國。

### 阿尔及利亚战争和移民法国

#### 阿爾及利亞獨立戰爭
在法國對阿爾及利亞進行長達一個多世紀的殖民統治期間，部分法律可以在當地單獨實行，其中包括伊斯蘭教法，使得當地的穆斯林女性可以享有一定程度的財產所有權和繼承權，這甚至是同期的法國本土法律也沒有賦予的。但是由於阿爾及利亞人在兩次世界大戰中都承受著巨大傷亡，因此當地穆斯林逐漸產生不滿情緒。民族主義者開始追求平權，控訴穆斯林在國家以及公民權益上的不平等。作為回應，法國授予六萬名“優秀穆斯林”公民身份。1947年，法國在當地設立了两院制，兩個議會分別代表法國公民和穆斯林。但是引起眾怒的是，法國公民議會的投票權重卻是穆斯林議會的7倍。阿爾及利亞民族解放陣線於是成立，宣佈在當地建立阿拉伯伊斯蘭國家。1954年，阿爾及利亞獨立戰爭爆發。

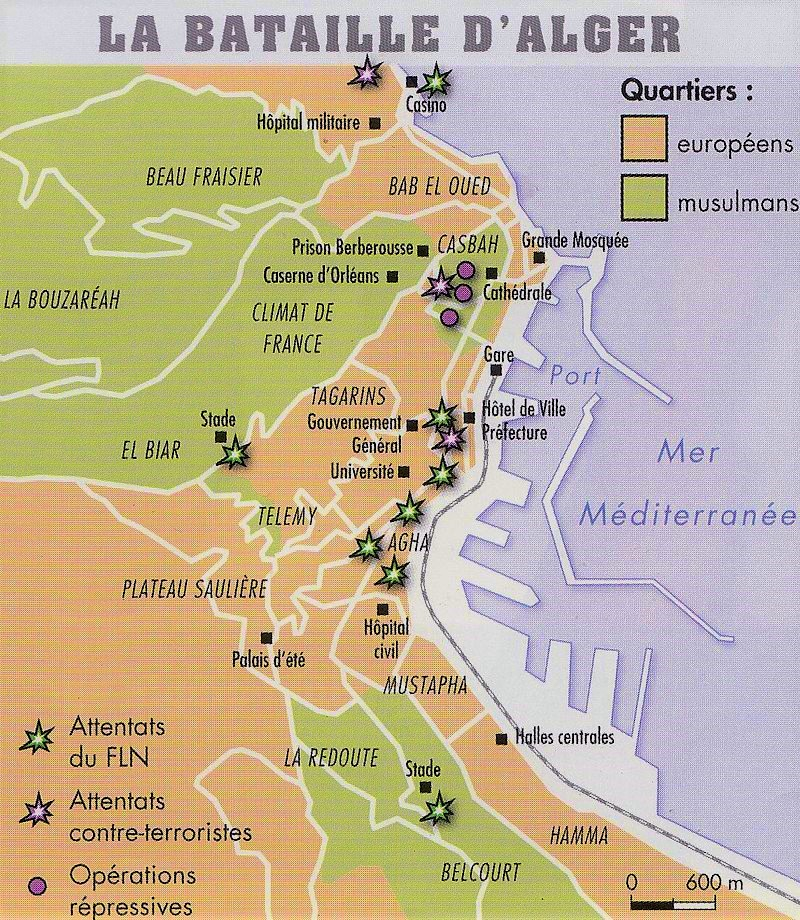
阿爾及爾地圖：綠色爲穆斯林社區，棕色爲歐洲區。

戰爭爆發初期，民族解放陣線針對黑腳人發動了爆炸襲擊、暗殺、大屠殺、強姦等暴行。當時黑腳人其實依然是相信法軍能夠平息暴亂的。但是1958年五月危機期間，以黑腳人為首，同時有眾多的穆斯林參與的一支示威力量佔領了阿爾及利亞的政府大樓。其時法軍將領雅克·马絮為了平息暴動，組成了所謂“公共安全委員會”，點名要求夏爾·戴高樂就任法國總統，以“防止阿爾及利亞脫離法國”。法國議會因此被迫任命（329贊成224反對）戴高樂為法國總統。戴高樂上任後，曾計劃3天內就訪阿爾及利亞，以達成法阿兩地和平共識。但是1959年9月，戴高樂卻放權予阿爾及利亞讓其就是否留在法國而進行自決——結果是獨立派壓倒性勝利。很多阿爾及利亞的政府和軍隊首領視此為叛國，故成立秘密军事组织以支持當地的黑腳人。秘密军事组织開始襲擊支持戴高樂的政府官員和穆斯林，甚至嘗試襲擊戴高樂本人。其時社會輿論譴責秘密军事组织的謀殺與爆炸行動摧毀了兩派達成和平的機會，但是由於黑腳人一開始是被襲擊的一方，因此他們根本不相信有達成和平的可能。
1961年，反對派的不滿情緒達到頂峰，發動了1961年阿爾及爾將領叛亂事件，但卻失敗了。隨後，1962年3月21日，戴高樂與阿爾及利亞民族解放陣線達成停火協議。同年6月，阿爾及利亞人開展公投決定國家地位，結果是一邊倒要求獨立。消息傳開後，瓦赫蘭省的穆斯林開展了對當地黑腳人的屠殺。

#### 逃難
阿爾及利亞獨立的消息明確後，由於瓦赫蘭大屠殺以及阿爾及利亞對黑腳人民族身份的態度，法國僑民開始迫切撤離阿爾及利亞。
1962年至1964年僅僅3年間，就有多達80萬黑腳人逃離阿爾及利亞。很多黑腳人離開時行裝簡單，只是帶了一個手提箱就走了。然而令人困惑的是，當時戴高樂政府卻命令法國海軍不要為撤離的僑民提供運輸協助。直至1962年9月，安納巴及西迪貝勒阿巴斯近乎變成空城。當地的很多法國僑民被告知 “la valise ou le cercueil”（要不選手提箱，要不選棺材），三個月內，當地幾乎所有的行政機構、警局、學校、法院和公司都關停。20萬黑腳人選擇留下，但是亦在隨後的幾年内相繼撤離。直到80年代，僅有數千名黑腳留在阿爾及利亞。
法國僑民的撤離使穆斯林哈奇人受到很大影響。哈奇人是阿爾及利亞獨立戰爭期間對支持法國人的本地穆斯林的一種稱呼。在25萬支持法國人的穆斯林當中，僅有9萬人成功跟隨黑腳人撤離到法國。而留下人的則遭受民族解放陣線的報復。而且與法國政府後期努力救助撤離僑民形成鮮明對比，法國政府幾乎對這批哈奇人置之不理。

#### 移民法國
大撤離開始後，法國政府稱他們未預料到會有如果眾多的僑民選擇離開阿爾及利亞：當時預測是會有30萬人暫時離開，隨後應該會大部分回歸阿國。政府為撤離的黑腳人設立基金以部分補償他們在撤離過程中產生的財產損失。法國當局拒絕透露難民的具體數量以避免激怒阿爾及利亞。結果是法國本土幾乎沒有任何計劃幫助難民回歸法國本土，而且至少在心理層面上，黑腳人同時被法國和阿爾及利亞兩邊所排斥。

黑腳非正式旗幟

很多黑腳人最後選擇居留在法國本土，亦有部分選擇到新喀里多尼亞，澳大利亞，西班牙和以色列。留在法國本土的大都選擇前往法國南部，因為當地氣候和北非近似。新移民促進了當地經濟的發展，但是亦加劇了職位競爭，引起本土居民的不滿。不過一定程度上，黑腳人對法國社會的適應力要強於同期的哈奇人。20世紀60年代期間，由於法國經濟騰飛，因此新移民的適應過程都比較順暢。不過，適應力還是與新移民原本的社會階層息息相關。上層的黑腳人比較容易適應法國社會，對他們而言，其實最大的落差就是撤離期間他們的私人財產還留在阿爾及利亞而已。很多新移民很吃驚他們經常會被當成是下等人或者外國人，對他們的職業發展有諸多不利。同時，很多黑腳人亦抱怨政府當時給予他們的經濟補償并不足以抵消他們的實際損失。
總體而言，黑腳人常常感到被法國社會排斥或忽視。由於法國政府改變對阿爾及利亞的態度，他們亦從這種轉變中感受到來自政府的敵意。在獨立之前，阿爾及利亞是法國的一部分，獨立之後，他們中的很多人覺得自己被背叛，如今甚至被形容為這段歷史一個尷尬的污點，甚至乾脆讓他們為獨立戰爭埋單。

## 非洲人之歌
黑腳人採用1943年版的非洲人之歌作爲其非官方代表歌曲。該曲原爲法國海軍陸戰隊於1915年時的行軍之歌曲，其原曲名爲《我們是摩洛哥人》，於當時是爲了致敬法國非洲軍團第七騎兵團的 Alsophone Van Hecke 上校。第二次世界大戰期間，該曲經法國第一軍團改編。由於該軍團當時徵招了大量黑腳人，故後來黑腳人用該曲來表達其對法國的忠誠。
1962年阿爾及利亞戰爭結束之後，法國禁止將該曲用作軍事用途。直至1969年8月，法國退伍軍人事務部才取消了該禁令。